# Normandia (kraina historyczna)
Normandia (fr. Normandie) – kraina historyczna i geograficzna w północnej Francji, nad kanałem La Manche. 1 stycznia 2016 roku kontynentalna Normandia liczyła 3 328 364 mieszkańców, a średnia gęstość zaludnienia wynosiła 111 mieszkańców na km².
Około 500 tysięcy lat temu na terenach dzisiejszej Normandii pojawili się przodkowie neandertalczyków. Normandia zawdzięcza swoje powstanie i nazwę Normanom, którzy przybyli ze Skandynawii. Od końca VIII wieku atakowali oni wybrzeże północnej Francji, a w 911 roku utworzyli swoje księstwo. W 1066 roku książę Normandii, Wilhelm Zdobywca, zorganizował wyprawę wojenną, by z powodzeniem podbić Anglię. W 1204 roku księstwo weszło w skład domeny królewskiej Francji. Podczas II wojny światowej od czerwca 1940 roku znajdowała się pod okupacją niemiecką. W wyniku operacji Overlord 6 czerwca 1944 roku alianci wylądowali na wybrzeżu Calvados i Manche by utworzyć front zachodni. Po miesięcznych walkach przełamali opór Niemców, co otworzyło drogę do wyzwolenia Normandii i później całej Francji. W czasie wojny zbombardowano wiele miast i wsi – do najbardziej zniszczonych należały Hawr, Caen oraz Saint-Lô.
W 1956 roku we Francji utworzono regiony, przez co Normandia została podzielona na dwie części – Dolną i Górną Normandię. Na mocy ustawy z dnia 27 stycznia 2014 roku, która weszła w życie 1 stycznia 2016 roku, połączono oba regiony w jeden – Normandię.

## Geografia
Normandia położona jest w północno-zachodniej Francji. Od północy i zachodu ograniczona jest przez wody kanału La Manche. Kraina od południowego zachodu graniczy z Bretanią, od południa z Maine, Perche i Orléanais, od wschodu z Île-de-France oraz od północnego wschodu z Pikardią. Kontynentalna Normandia obejmuje obszar o powierzchni 29 906 km². Jej terytorium rozciąga się od półwyspu Cotentin po Vexin normański (fr. Vexin normand). Linia brzegowa Normandii rozciąga się na długości około 600 km. Na zachód od półwyspu położone są Wyspy Normandzkie. Mimo bliskości francuskiego wybrzeża, należą one do Korony Brytyjskiej. Cieszą się znaczną niezależnością, ponieważ mają własny rząd, prawo i instytucje administracyjne. Nie są one częściami Zjednoczonego Królestwa ani jej koloniami, lecz podlegają bezpośrednio Koronie Brytyjskiej. Silne powiązania historyczne z Normandią sprawiły, że często są włączane do tej krainy historycznej.

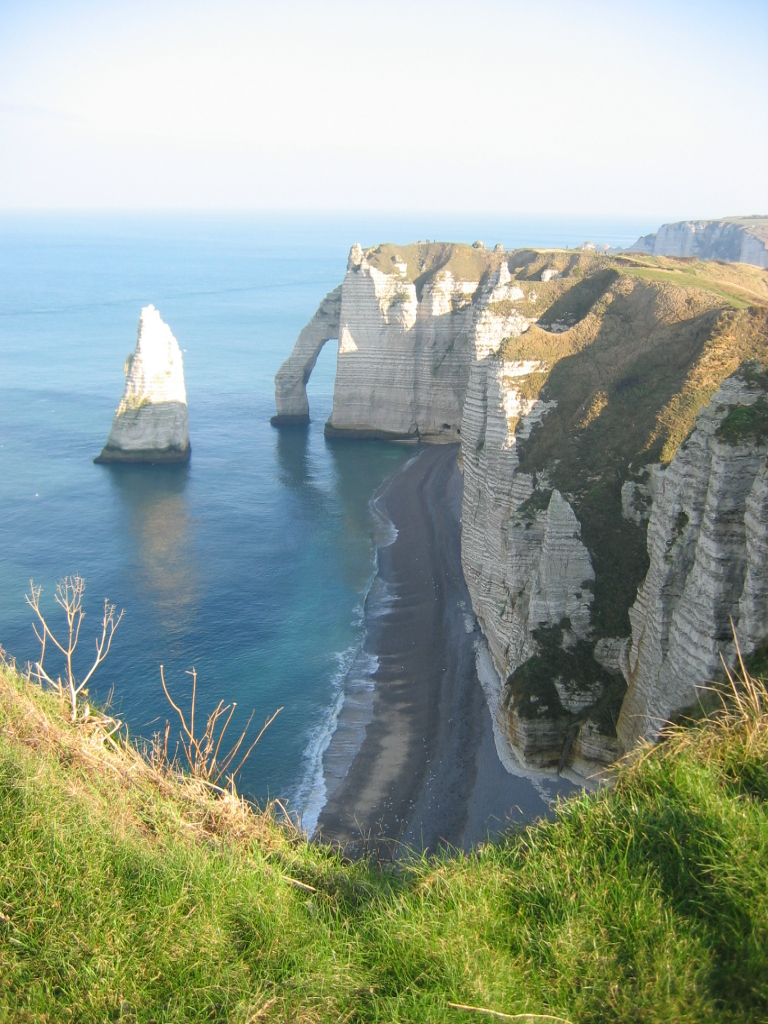
Klifowe wybrzeże Pays de Caux

Głównymi rzekami Normandii są Sekwana, Eure oraz Orne, które tworzą największe doliny. Obszar wyróżnia się także rozległymi równinami, wzgórzami oraz przestrzeniami miejskimi. W zachodniej części położony jest Masyw Armorykański, a na wschodzie znajduje się Basen Paryski. Wzniesienie Signal d’Écouves położone w departamencie Orne jest najwyższym punktem Normandii – wznosi się na wysokość 413 m n.p.m., a według innych źródeł 417 m n.p.m. Na wschód od linii wyznaczonej przez miasta Alençon i Bayeux podłoże najczęściej składa się z piaskowca, natomiast na zachodzie przeważają skały osadowe pochodzenia morskiego oraz warstwy skał wapiennych z okresu jury.
Normandia ma cztery parki regionalne:
- Park Regionalny Boucles de la Seine Normande(inne języki)
- Park Regionalny Normandia-Maine
- Park Regionalny Marais du Cotentin et du Bessin(inne języki)
- Park Regionalny Perche(inne języki)

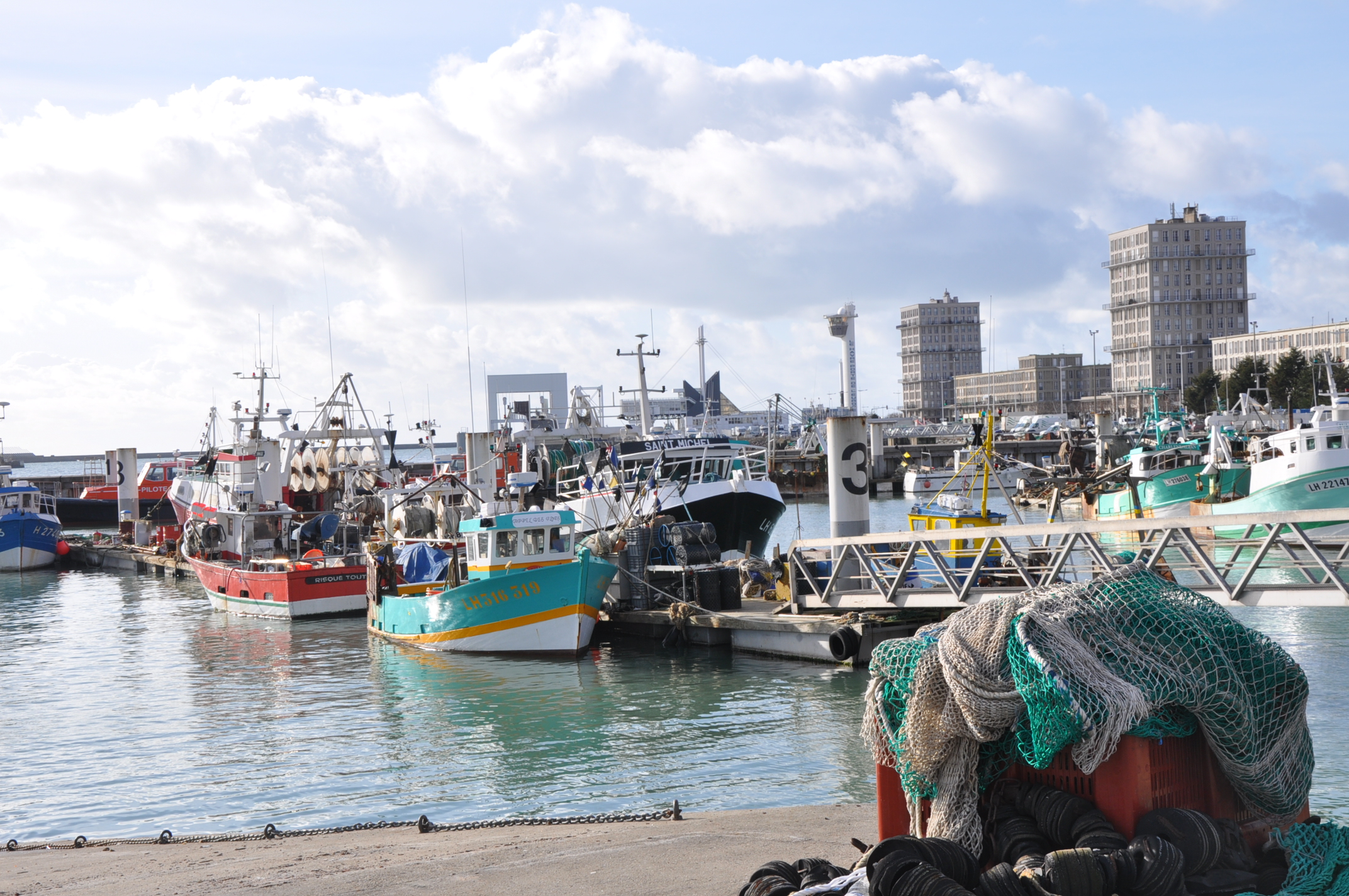
Kutry rybackie w porcie w Hawrze

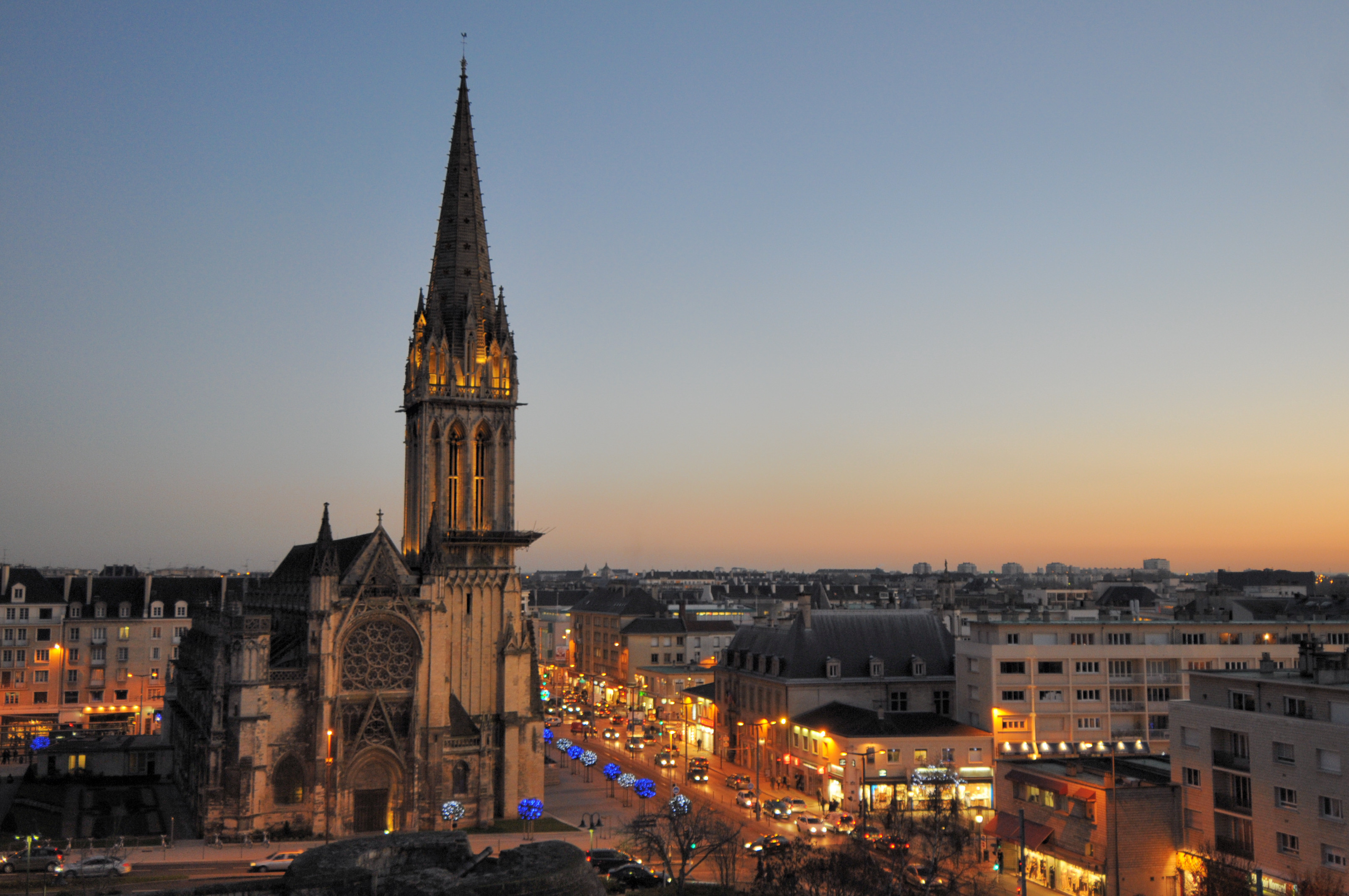
Caen

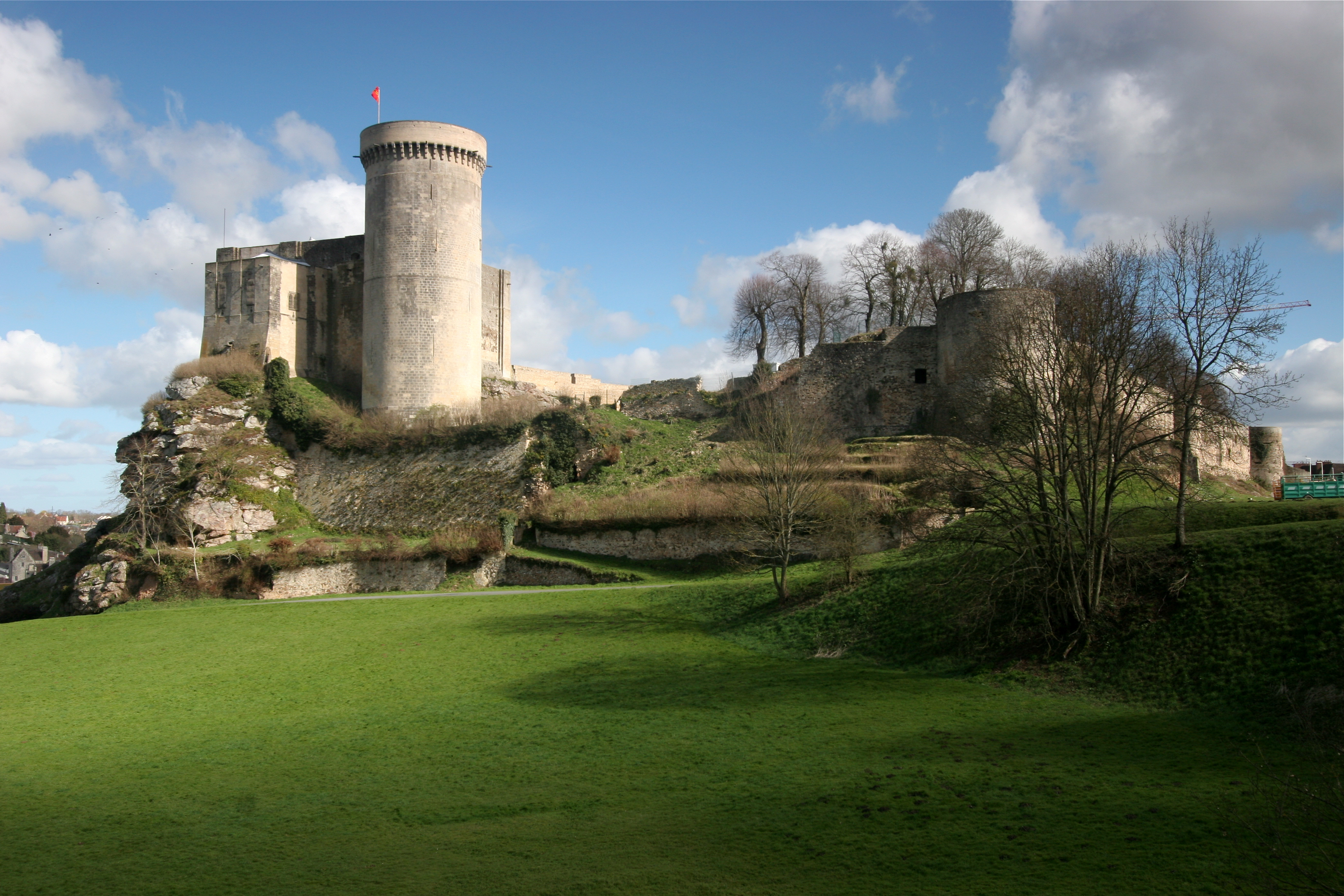
Zamek w Falaise

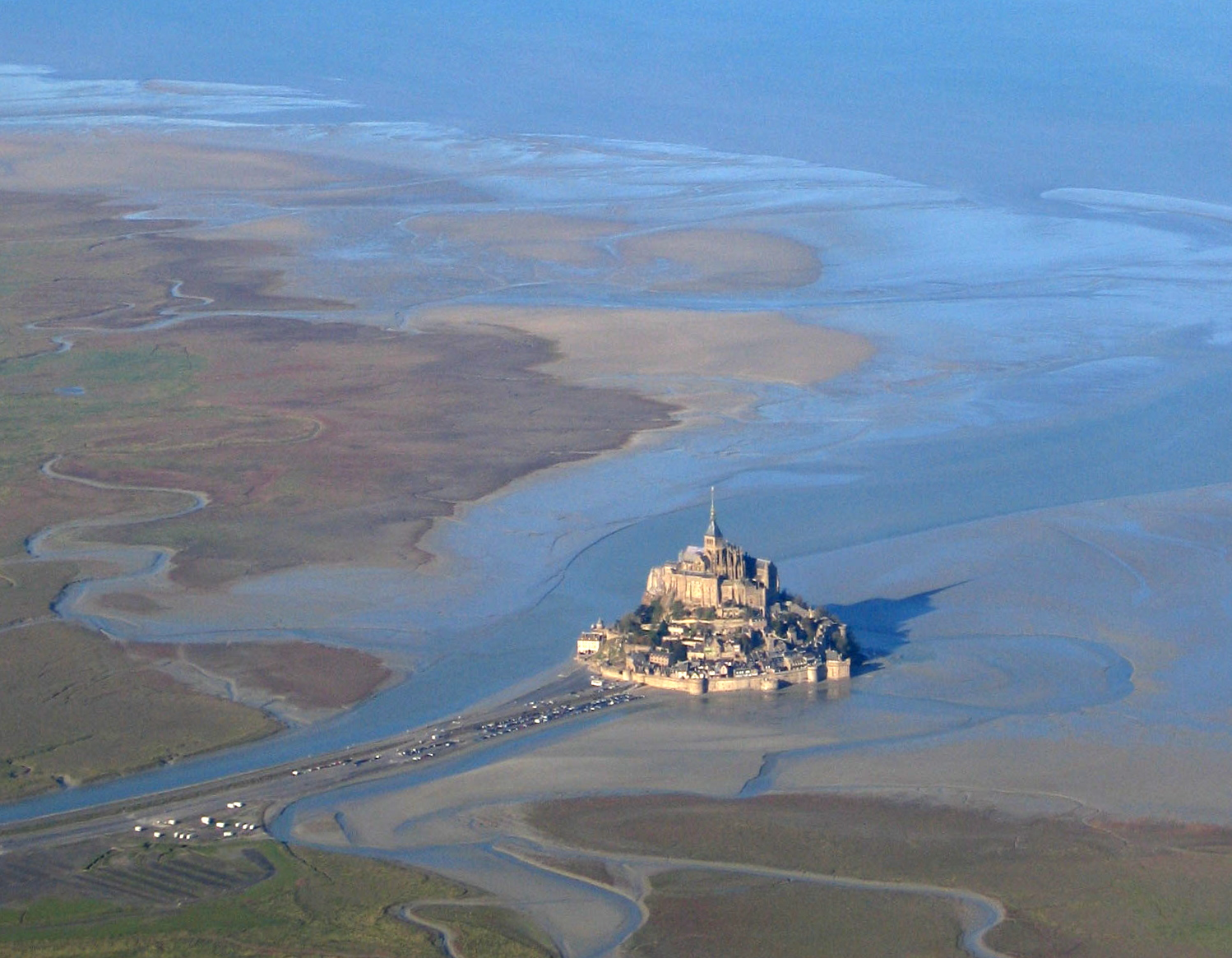
Mont Saint-Michel

Normandia składa się z następujących regionów naturalnych: Avranchin, Bessin, Bocage flérien, Bocage virois, Campagne d'Alençon, Campagne d'Argentan, Campagne de Caen, Campagne de Falaise, Campagne du Neubourg, Campagne de Saint-André (lub d’Évreux), półwysep Cotentin (w skład którego wchodzą Bauptois, La Hague, Val de Saire, Plain, Côte des Isles), Domfrontais, Lieuvin, Mortainais, Pays d’Andaine, Pays d’Auge, Pays de Bray, Pays de Caux, Pays d'Houlme, Pays d'Ouche, Perche, Roumois i Marais Vernier, Suisse normande oraz Vexin normański.

### Miasta Normandii
W 2013 roku największym miastem Normandii był Hawr. Poza tym populację przekraczającą 100 tysięcy mieszkańców miały także Rouen oraz Caen.
|   | Miasto                   | Liczba mieszkańców (w 2013 roku) |
| - | ------------------------ | -------------------------------- |
| 1 | Hawr                     | 172 074                          |
| 2 | Rouen                    | 110 755                          |
| 3 | Caen                     | 107 229                          |
| 4 | Évreux                   | 49 722                           |
| 5 | Cherbourg-Octeville      | 37 055                           |
| 6 | Dieppe                   | 30 214                           |
| 7 | Saint-Étienne-du-Rouvray | 28 738                           |
| 8 | Sotteville-lès-Rouen     | 28 704                           |
| 9 | Alençon                  | 26 350                           |

## Klimat
Normandia znajduje się w strefie klimatu umiarkowanego morskiego. Średnie temperatury wynoszą od 6 °C w zimie do 17,5 °C podczas lata. Liczba dni z opadami waha się średnio od 6 w lipcu do 13 w listopadzie.
| Miesiąc                                                                                      | Sty | Lut | Mar  | Kwi  | Maj  | Cze  | Lip  | Sie  | Wrz  | Paź  | Lis  | Gru |     |
| -------------------------------------------------------------------------------------------- | --- | --- | ---- | ---- | ---- | ---- | ---- | ---- | ---- | ---- | ---- | --- | --- |
| Średnie temperatury w dzień [°C]                                                             | 7.7 | 8.5 | 11.1 | 12.8 | 16.5 | 19.3 | 22.0 | 22.4 | 19.7 | 15.7 | 11.2 | 8.6 |     |
| Średnie dobowe temperatury [°C]                                                              | 5.1 | 5.4 | 7.5  | 8.9  | 12.4 | 15.0 | 17.4 | 17.6 | 15.3 | 11.9 | 8.1  | 6.0 |     |
| Średnie temperatury w nocy [°C]                                                              | 2.4 | 2.3 | 3.8  | 5.0  | 8.2  | 10.7 | 12.8 | 12.8 | 10.8 | 8.1  | 4.9  | 3.3 |     |
| Średnia liczba dni z opadami                                                                 | 11  | 10  | 11   | 9    | 10   | 8    | 6    | 7    | 10   | 11   | 13   | 12  | 118 |
| Źródło: Norwegian Meteorological Institute and Norwegian Broadcasting Corporation 2016-06-15 |     |     |      |      |      |      |      |      |      |      |      |     |     |

## Historia

### Prehistoriaistarożytność
Około 500 tysięcy lat temu na terenach dzisiejszej Normandii pojawili się przodkowie neandertalczyków. Brak jest ich szkieletów, jednak ich obecność na tych terenach jest potwierdzona poprzez odkrycie narzędzi krzemiennych oraz ślady osadnictwa. Te hominidy żywiły się roślinami i rybami. Ponadto polowały na zwierzęta, a także odżywiały się padliną porzuconą przez inne drapieżniki. W epoce paleolitu obszar Normandii był zupełnie odmienny od obecnego krajobrazu. Klimat był bardzo zmienny – z okresami umiarkowanymi przeplatały się zlodowacenia. Podczas tych zimnych okresów, ziemia pokryta była przez step z nielicznymi drzewami sosen i brzóz. Z powodu zimna ludzie woleli opuścić ten region. Między 9200 a 8000 p.n.e. krajobraz zaczął powoli przypominać ten obecny. Lasy liściaste i łąki zastąpiły step. Osiadłszy tutaj Homo sapiens odżywiał się owocami leszczyny i dębu, a także przy pomocy łuku polował na jelenie, sarny i dziki, o które konkurował z niedźwiedziami, wilkami i rysiami.
W jaskini La grotte de Gouy człowiek przebywał pod koniec paleolitu. Grota znajduje się na wapiennych wybrzeżach Sekwany, około 10 km na południe od Rouen. Na ścianach jaskini znajdują się malowidła przedstawiające części tura. Wbrew powszechnym opiniom ówcześni ludzie nie zawsze żyli w jaskiniach – odkryto ślady chat, między innymi w Saint-Germain-des-Vaux.

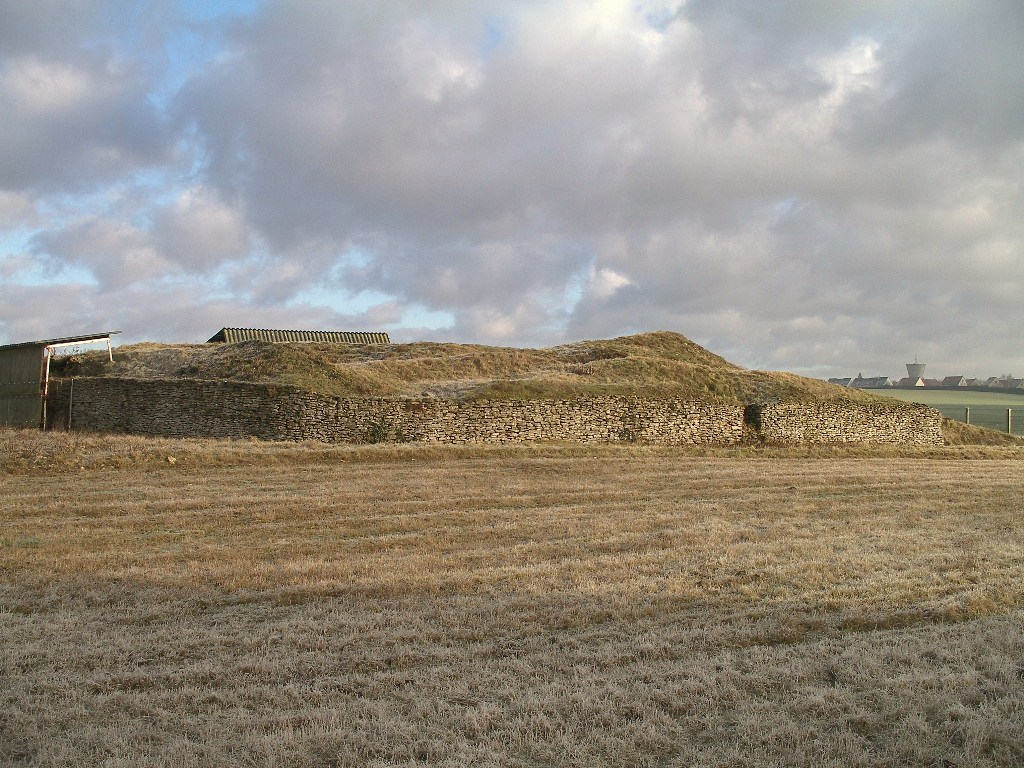
Kurhan „Hogue”

W neolicie, prawdopodobnie 5500–5000 lat temu, ze wschodu przybyli osadnicy, którzy w Normandii zaczęli zajmować się rolnictwem, hodowlą zwierząt gospodarskich oraz produkcją ceramiki. Proces ten był rozłożony w czasie nawet na kilkaset lat. Ludzie zaczęli wycinać lasy, by uzyskać tereny pod uprawę zbóż i wypas bydła. Tryb życia zmienił się z koczowniczego na osiadły. Powstały wówczas pierwsze osady, odkryte między innymi w pobliżu miejscowości Colombelles. Z tego okresu pochodzą duże groby zbiorowe, takie jak 2 kurhany w Fontenay-le-Marmion. Największy mierzy 43 m długości, 31 m szerokości i 8–10 m wysokości. Kopce mają otwory prowadzące korytarzami do komory grobowej. Uważa się zatem, że kopce służyły jako zbiorowe mogiły. Z nieco późniejszego okresu pochodzą zakryte aleje (np. w Dampsmesnil i Passais). Duże skały mogły być stosowane do przykrywania grobowców, natomiast mniejsze kamienie były stosowane do wytwarzania narzędzi. W Bretteville-le-Rabet archeolodzy odkryli intensywnie wyeksploatowane kopalnie krzemienia. Złoże zostało przeznaczone wyłącznie do masowej produkcji ostrzy siekier. Około 2300 roku p.n.e., na przełomie neolitu i epoki brązu, zaczęto produkować pierwsze metalowe przedmioty – początkowo z miedzi i brązu, a później także z żelaza. Stopniowo zastępowały one narzędzia i broń z kamienia lub kości.

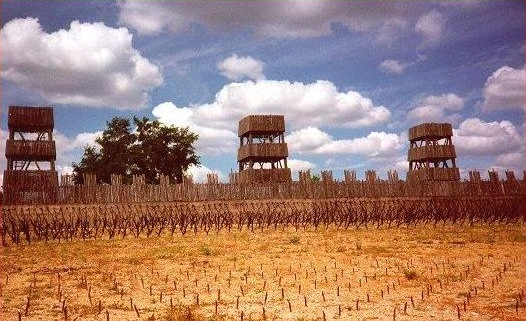
Rekonstrukcja umocnień rzymskich z bitwy pod Alezją

Prawdopodobnie od około 475 roku p.n.e. na terenach dzisiejszej Normandii zaczęli osiedlać się Celtowie, którzy pomimo jednorodnej kultury, podzielili się na kilka plemion. Ich wzajemne relacje nie zawsze były spokojne, o czym świadczą oppida, ufortyfikowane miejsca. Podziały te zostały wykorzystane przez rzymskie wojska Juliusza Cezara. Za jego namową Wiridowiks, wódz plemienia Unelles, wzniósł bunt. Kilka lat później Wercyngetoryksowi udało się zjednoczyć część Galii przeciw rzymskiemu panowaniu. W 52 roku p.n.e. doszło do decydującej bitwy pod Alezją, którą Galowie przegrali.
W ciągu następnych 300 lat pod panowaniem Cesarstwa Rzymskiego był względny spokój. Nastąpiła romanizacja regionu. Zbudowano pierwsze miasta – Rotomagus (obecnie Rouen), Augustodurum (Bayeux), Juliabona (Lillebonne), Noviomagus (Lisieux), Aregenua (Vieux, niedaleko Caen), Mediolanum (Evreux), Legedia (Avranches) – które pełniły rolę stolic służących jako przekaźniki w rzymskiej administracji. Ich organizacja polityczna była wzorowana na Rzymie. Jednak pokój, zapewniony przez Rzymian, został zakłócony w drugiej połowie III wieku. Wówczas Imperium Rzymskie stało się celem ataków plemion germańskich, takich jak Frankowie, Alamanowie czy Sasi. Miasta popadały w ruinę. Rzymianie odpowiedzieli wówczas poprzez podział prowincji. Rouen stało się stolicą nowo utworzonej prowincji. Powstała organizacja Saxonicum Litus, której zadaniem była obrona wybrzeża kanału La Manche przed najazdami piratów. Aby uspokoić sytuację na terytorium cesarstwa, Rzym przyznał prawo do osiedlania się niektórym germańskim najeźdźcom. Również rzymska armia wcielała barbarzyńców w swoje szeregi. W obliczu powtarzających się najazdów, miasta zostały otoczone castrum. Równocześnie wśród ludności gallo-romańskiej rozprzestrzeniało się chrześcijaństwo. Rouen jest jednym z pierwszych miast w północnej Galii, które miało biskupa.

### Średniowiecze

Podboje Chlodwiga

Po upadku Cesarstwa Rzymskiego i kilku falach migracji, król Franków, Chlodwig I, stał się władcą całej północno-zachodniej Galii (w tym terenów obecnej Normandii) prawdopodobnie w latach 504–511. W czasie panowania Merowingów obszary dzisiejszej Normandii były częścią Neustrii, królestwa Franków, które rozciągało się mniej więcej od Loary do Skaldy. Wykopaliska archeologiczne świadczą o szczególnie trudnych warunkach życia jej mieszkańców w VI wieku, ale potem sytuacja poprawiła się, szczególnie za panowania Karolingów. W tym okresie chrześcijaństwo (zakorzenione w miastach) powoli zaczynało dominować również na wsiach, wypierając pogaństwo. Wybudowano pierwsze kościoły, powstały również klasztory, między innymi opactwo św. Wandrille’a z Fontenelle i opactwo św. Michała Archanioła na Mont-Saint-Michel. W tym czasie nastąpiła stagnacja miast, z wyjątkiem Rouen, które rozwijało się poprzez handel na Sekwanie. W IX wieku, za panowania Karola II Łysego od państwa zachodniofrankijskiego odłączyła się Bretania, a wybrzeże Normandii zaczęło być celem ataków wikingów.
Normandia zawdzięcza swoje powstanie i nazwę Normanom, którzy przybyli ze Skandynawii. Od końca VIII wieku atakowali oni wybrzeże północnej Francji. Pierwszy atak miał miejsce w 841 roku, podczas którego splądrowano Rouen oraz spalono Opactwo Jumièges. W następnych latach dochodziło do kolejnych najazdów. Od połowy IX wieku Skandynawowie zaczęli się przyzwyczajać do dłuższych pobytów w Normandii, nawet na kilka lat – zamiast wracać każdej zimy do swojej ojczyzny. Z tego powodu mogli oni rozszerzyć zasięg kontrolowanego terytorium do bardziej odległych od Sekwany obszarów. Splądrowali między innymi Bayeux oraz Saint-Lô. Aby zatrzymać najeźdźców i ich grabieże, w 911 roku król zachodniofrankijski Karol III Prostak zawarł traktat z przywódcą Normanów, Rolfem w Saint-Clair-sur-Epte, na mocy którego ten drugi otrzymał ziemie sięgające na zachodzie ujścia Sekwany, a na południu źródeł Eure. W zamian Rolf miał przyjąć chrzest i stać się lennikiem króla. W ten sposób powstało Księstwo Normandii. Rolf i jego następcy poszerzyli swoje księstwo w kierunku zachodnim, gdzie spotkali opór Bretończyków, którzy zajmowali półwysep Cotentin oraz krainę Avranchin.

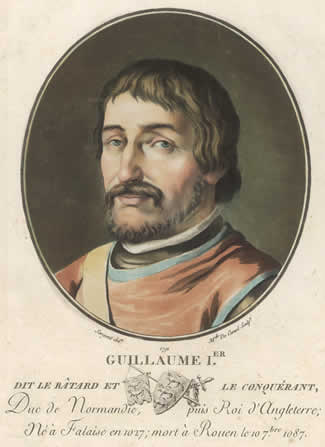
Wilhelm Zdobywca

Wikingowie zbudowali solidne i dobrze zarządzane księstwo, które było praktycznie niezależne od króla Francji. Książęta Normandii, potomkowie Rolfa, okazali się kompetentnymi przywódcami, zwłaszcza podczas wojen. Wilhelm Zdobywca zorganizował jedną z najdzikszych wypraw wojennych okresu średniowiecza – przekroczył kanał La Manche, podbijając Anglię. 14 października 1066 roku zwyciężył w bitwie pod Hastings, a w dzień Bożego Narodzenia tegoż roku otrzymał koronę Anglii w Westminsterze. Losy Anglii i Księstwa Normandii zostały ze sobą powiązane na okres około 140 lat. Wnuk Wilhelma Zdobywcy, Henryk II Plantagenet, stał się najpotężniejszym władcą w ówczesnej Europie Zachodniej. Poprzez dziedziczenie i małżeństwa kontrolował on obszar, który rozciągał się od północnej Anglii przez Normandię aż do Pirenejów. Jego następca Ryszard Lwie Serce brał udział w krucjacie przeciw Saladynowi.
Wysokie ambicje książąt Normandii wynikały z bogactwa ich terytorium, dużej populacji (około 700 tys. Normanów pod koniec XII wieku) i rozwoju rolnictwa. Region ten specjalizował się w hodowli bydła i produkcji cydru. Rolnicy uprawiali głównie zboża (pszenica, owies, jęczmień), wycinali lasy, aby powiększyć powierzchnię użytków rolnych. Rozwój demograficzny i rolniczy był charakterystyczny dla wszystkich krajów Europy Zachodniej, ale najbardziej intensywny był w Normandii, powodując powstawanie nowych wsi i osad. Miasta były nieliczne i z małą populacją (z wyjątkiem stolicy, Rouen). Wiele mieszkańców osiedlało się u stóp zamków lub wokół klasztorów. Większość z tych nowych centrów powstawała na obszarach wiejskich. Niektóre z nich konkurowały ze starymi miastami, jak na przykład Caen, które zostało założone od podstaw (przez Wilhelma Zdobywcę). Innymi przykładami takich miast są: Fécamp, Verneuil-sur-Avre, Bernay, Cherbourg, Alençon czy Argentan. Dynamizm państwa Normanów potwierdza także duża ilość budowli z XI i XII wieku, takich jak wiejskie kościoły, klasztory (m.in. w Bernay, Cerisy-la-Forêt, Lessay, Abbaye aux Dames w Caen), czy zamki Gisors, Caen, Domfront, Falaise oraz Château Gaillard w Les Andelys). Bogactwo Normandii wzbudzało pożądanie królów Francji. Od lat 50. XII wieku Francuzi i Normanowie często byli w stanie wojny. Dopiero w 1204 roku królowi Francji, Filipowi II Augustowi, udało się zdobyć Księstwo Normandii, które zostało później włączone do Królestwa Francji.

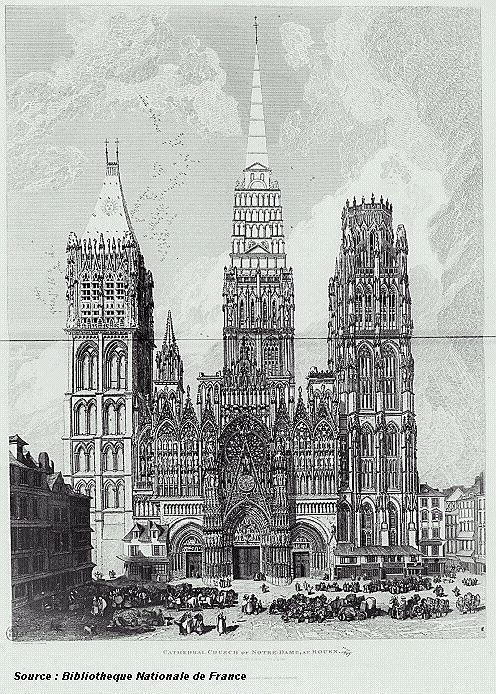
Katedra w Rouen

Zmiana władzy zasadniczo nie zakłóciła życia regionu i jego mieszkańców. Księstwo zachowało pewną autonomię – miało własne zwyczaje i zachowało niektóre z jego instytucji (jak na przykład skarbiec). Normanowie nie wykazywali dążenia do odzyskania dominacji swojego dawnego księcia, króla Anglii. W 1256 roku w ciągu dwóch miesięcy, ówczesny król Francji Ludwik IX Święty odbył podróż po całej Normandii, podczas której pomagał rozwiązywać problemy jej mieszkańców. Miało to duży wpływ na zdobycie popularności przez króla. Głównie jednak to bogactwo tego księstwa umożliwiło proces integracji z Królestwem Francji. W Rouen i Caen rozwijał się przemysł włókienniczy (towary były wywożone aż do basenu Morza Śródziemnego), a w Bray i krainie Ouche specjalizowano się w produkcji hutniczej. Za panowania Ludwika IX Świętego (1226–1270) powstawały ostatnie parafie w Normandii. Wraz z rozwojem wsi, wzrastały również dochody biskupów normandzkich (w tym dochody z dziesięcin). Wówczas rozpoczęła się odbudowa katedr – w XIII wieku rozpoczęto odbudowę katedr w stylu gotyckim w Rouen, Lisieux, Coutances i Bayeux.
W 1337 roku między Francją a Anglią wybuchła wojna stuletnia, a Normandia była jednym z głównych obszarów działań. Król Anglii i jego synowie często najeżdżali ten region i go grabili. Znaleźli oni także pewne poparcie wśród szlachty normandzkiej, między innymi w osobach Karola II Złego, króla Nawarry i hrabiego Évreux, oraz Godefroya d’Harcourta, pana Saint-Sauveur-le-Vicomte. Królowie Francji ponosili kolejne porażki w bitwach pod: Sluis, Crecy, Poitiers oraz Azincourt.
Widząc słabość Francji, król Anglii Henryk V Lancaster wylądował w 1417 roku w Touques i w ciągu dwóch lat zdobył wszystkie twierdze normandzkie. Normandia została ponownie przyłączona do Anglii, jak w XII wieku. Król Francji, Karol VII Walezjusz, nie był w stanie pokonać sił angielskich. Wówczas Joanna d’Arc poprowadziła armię francuską do kilku ważnych zwycięstw, lecz schwytano ją – uznając za czarownicę – i spalono na stosie w Rouen w 1431 roku. Taktyka stosowana przez Joannę d’Arc polegająca na agresywnym użyciu artylerii i frontalnym ataku w dużej mierze wpłynęła na styl prowadzenia wojny przez Francuzów aż do końca wojny stuletniej. W latach 1449–1450 Karol VII Walezjusz rozpoczął wielką zwycięską ofensywę, dzięki której odzyskano całą Normandię. Anglicy ostatecznie zrezygnowali z regionu po klęsce w bitwie o Formigny oraz utracie miasta Cherbourg. Liczba ofiar wojny była ogromna. Populacja Normandii zmniejszyła się o około połowę (jednak bardziej ze względu na czarną śmierć niż walki), ponadto załamaniu uległ handel, a ziemia leżała odłogiem. W 1469 roku król Francji Ludwik XI zniszczył pierścień książęcy w Rouen. Ten ruch oznaczał, że nie będzie już więcej księciem i koniec Księstwa Normandii stał się faktem.

### Renesans, barok, oświecenie

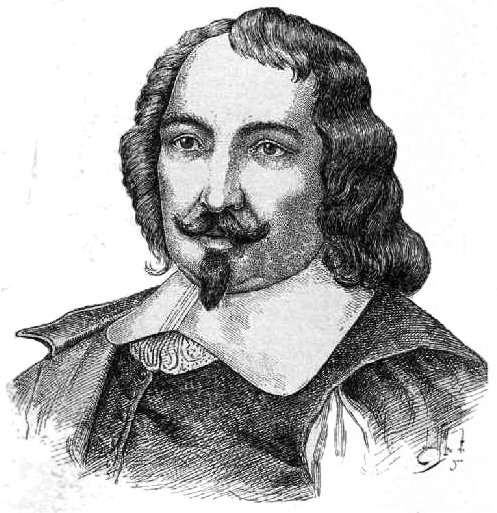
Samuel de Champlain

Po wojnie stuletniej statki Normandii czerpały korzyści z rozwoju handlu międzynarodowego na wybrzeżu Atlantyku. Nawiązano stosunki handlowe od Europy Północnej aż do wybrzeża Gwinei. Rouen stało się pierwszym portem Królestwa Francji. W czasie wielkich odkryć, wobec stagnacji Hiszpanów i Portugalczyków na początku XVI wieku, Normanowie przystąpili do odkrywania Nowego Świata. Porty w Rouen, Dieppe, Le Havre i Honfleur były bazami wyjściowymi stosowanymi przez odkrywców takich jak: Giovanni da Verrazzano, Samuel de Champlain, Pierre Belain d’Esnambuc czy René-Robert Cavelier de La Salle. Normandzcy marynarze tworzyli większość francuskich załóg przy przepłynięciach przez Atlantyk w eksploracji Ameryki czy też w połowach dorsza u wybrzeży Nowej Fundlandii. Samuel de Champlain wypływając z portu Honfleur dotarł do rzeki Świętego Wawrzyńca i założył miasto Quebec. Rozpoczęło to francuską imigrację, a zwłaszcza Normanów. W połowie XVII wieku mieszkańcy Normandii stanowili około połowę populacji Kanady.
W 1524 roku w Normandii pojawił się ruch reformacji. Region ten w ciągu kilku dziesięcioleci stał się najbardziej protestancką prowincją północnej części królestwa. Świątynie protestanckie zostały zbudowane między innymi w: Saint-Lô, Rouen, Dieppe, Caen, Le Havre i Coutances. Zwolennicy reformacji byli szczególnie liczni na równinie wokół Caen, w Bocage oraz Pays de Caux. W Królestwie Francji rosły napięcia między katolikami a zwolennikami reformacji, które doprowadziły do wojny w 1562 roku. Protestancka Normandia odrzucając katolicyzm naraziła się na militarną i religijną rekonkwistę prowincji. Aby oprzeć się tej ofensywie, normandzcy hugenoci nie wahali się prosić o pomoc tradycyjnego wroga Francji, Anglię. Później swoje nadzieje pokładali w nowym królu Francji Henryku IV Burbonie, który również był protestantem. Zwyciężył on między innymi pod Arques i pod Ivry w bitwach na ziemi normandzkiej przeciwko armii Ligi Katolickiej. Jednak Henryk IV Burbon w końcu przeszedł na katolicyzm wypowiadając zdanie: „Paryż wart jest mszy”. W związku z tym Królestwo Francuskie pozostało państwem katolickim. Wielu mieszkańców Normandii, wykazując lojalność wobec króla porzuciło protestantyzm, nawet pomimo Edyktu nantejskiego z 1598 roku, który wprowadzał wolność wyznania i równouprawnienie protestantów wobec katolików we Francji. W 1685 roku Ludwik XIV zniósł edykt z Nantes. Ostatni hugenoci przeszli na katolicyzm lub uciekli z kraju. Jedynie garstka protestantów pozostała w okolicy Luneray w Pays de Caux.
Podobnie jak wszystkie inne francuskie prowincje, Normandia utraciła resztki swojej autonomii na rzecz zwiększonej kontroli królewskiej. Król udzielił kompetencji sejmikom regionalnym (między innymi w Normandii), które jednak nie były już zwoływane. Upadł nawet parlament w Rouen, który przez pewien czas był symbolem oporu wobec rosnącej władzy absolutnej. Monarcha zamierzał rządzić żelazną ręką wobec tej bogatej i strategicznej prowincji. Każdy przejaw buntu (spowodowanego np. wzrostem obciążeń podatkowych) był natychmiast tłumiony. W XVII wieku Normandia podupadła, głównie z powodu epidemii dżumy, wojen religijnych, konfliktów z Hiszpanią i Anglią.

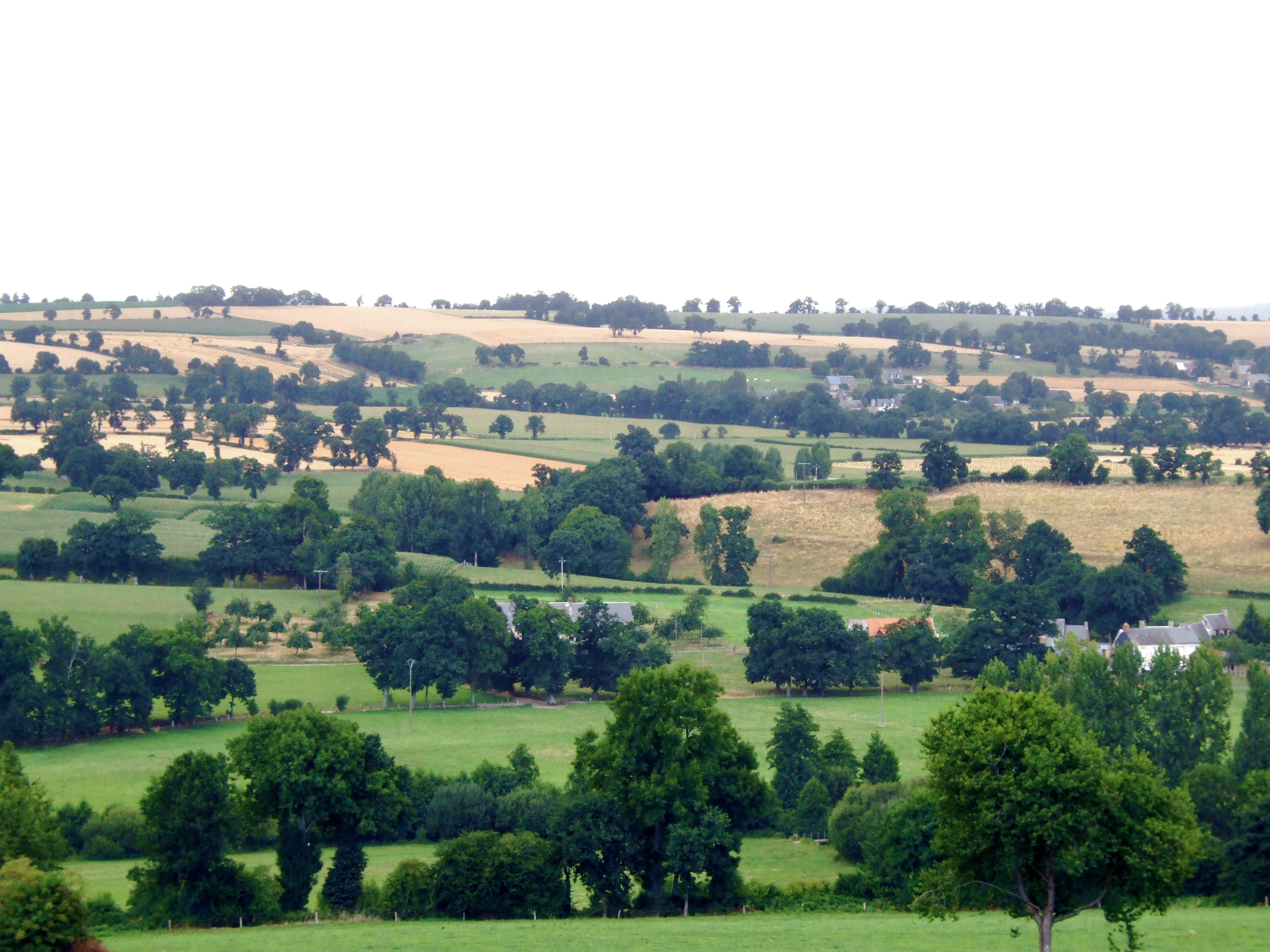
W XVIII wieku w Bocage wrzosowiska, bagna i lasy zastąpiono polami uprawnymi, tworząc charakterystyczne krajobrazy dla tego regionu

W XVIII wieku w Pays d’Auge, Bessin, Plain i Pays de Bray gospodarstwa rolnicze specjalizowały się głównie w sprzedaży bydła, mięsa, mleka, masła i sera do miast. W Pays de Caux, będącym regionem upraw zbożowych, usunięto daniele, przez które wcześniej każdego roku nie można było uprawiać około jednej trzeciej ziemi. W Bocage pola uprawne wprowadzono kosztem wrzosowisk, bagien i lasów do tego stopnia, że lasy wokół Brix były zagrożone całkowitą wycinką. Często dla rolników ich dochody były niewystarczające by żyć, wielu więc prowadziło dodatkowo działalność związaną z rzemiosłem artystycznym. Z czasem zajęcia rzemieślnicze stały się trudne do odróżnienia od produkcji przemysłowej.

### Czasy nowożytne
W ciągu kilku lat rewolucji francuskiej wprowadzono gruntowne zmiany w polityce kraju – zniesiono przywileje, wprowadzono ustrój gmin w miastach i na wsiach, utworzono monarchię parlamentarną, zastąpioną następnie republiką (w 1792 roku). Rewolucja przede wszystkim zakończyła proces zapoczątkowany przez kilka wieków monarchii – Normandia zniknęła jako jednostka terytorialna. Prowincja od tej pory była podzielona na pięć departamentów – Calvados, Eure, Manche, Orne i Sekwana Nadmorska. W okresie przewrotu Normandia, w przeciwieństwie do innych regionów, była miejscem w miarę spokojnym. Pojawiała się przemoc, lecz nie dochodziło do masakr. W lecie 1789 roku zburzenie Bastylii, Wielka Trwoga, a następnie kryzys gospodarczy i głód rozdrażniły mieszkańców Normandii. W połowie 1793 roku wybuchło powstanie federalistów, ale upadło ono w czasie krótszym niż trzy miesiące. Najbardziej poważne zagrożenie dla pokoju w prowincji powodowała szuaneria, która dopuszczała się kradzieży i zamachów na zwolennikach rewolucji – były one szczególnie częste w krainie Bocage ornais. Początkowo bunt Chouans: opłaty wyrównawcze, wysokie ceny pszenicy i polityka chrystianizacji. Kilka miesięcy po zamachu stanu Napoleon Bonaparte zakończył terror szuanerii w Normandii. Sam Napoleon odwiedził Normandię kilka razy, by mieć pewność, że prowincja wytrzyma desant wojsk angielskich. W mieście Cherbourg nakazał budowę wielkiej grobli dla ochrony portu wojskowego.

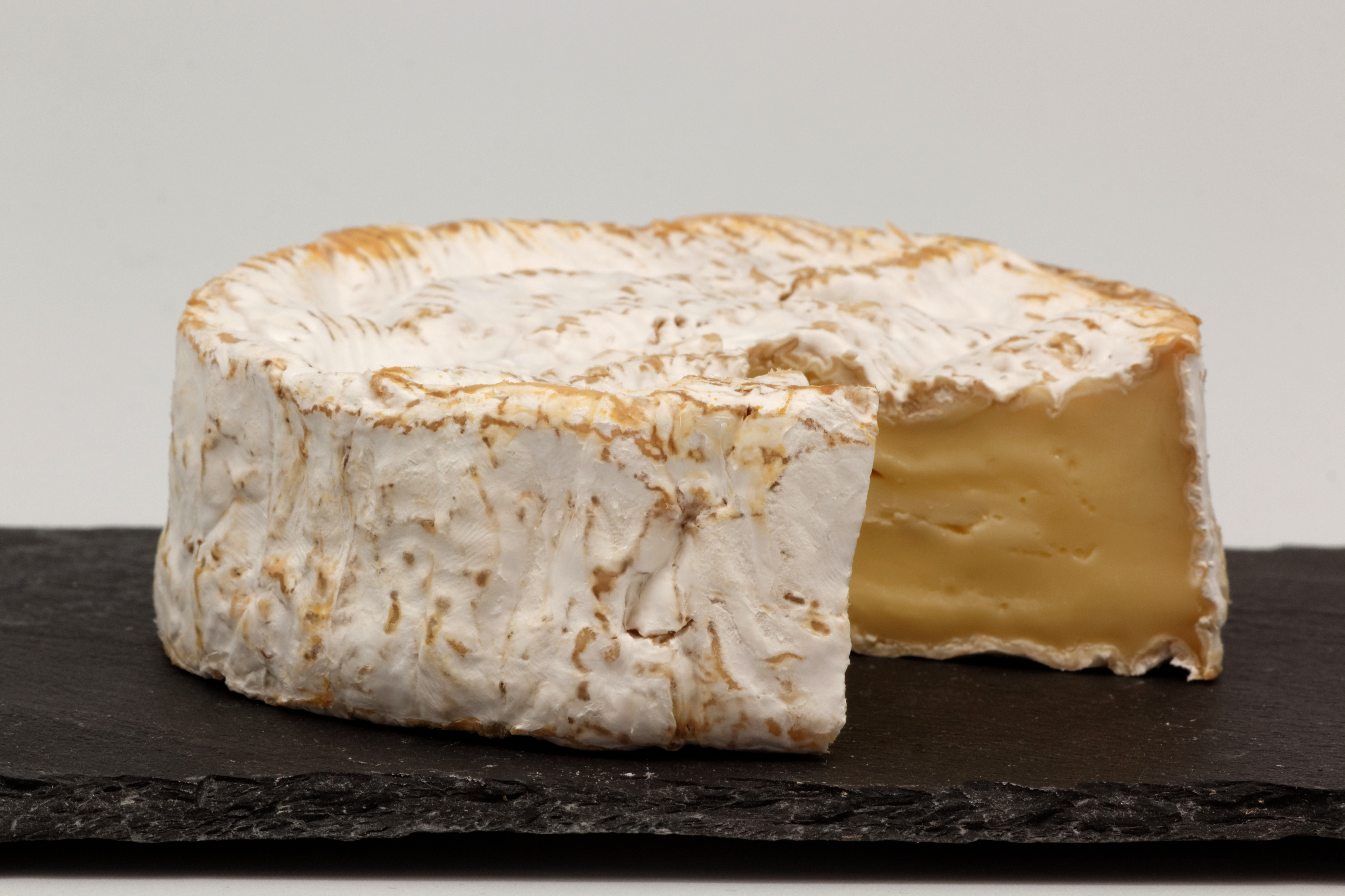
W Normandii w 1791 roku opracowano ścisłą recepturę produkcji sera camembert

Normandia wyspecjalizowała się jako region hodowli bydła. Wielu normandzkich rolników zmieniło swoje pola uprawne na pastwiska. W tym czasie hodowla krów była bardziej opłacalna niż uprawa zbóż. Mleko, camembert i masło sprzedawały się na tyle dobrze, że stały się znakami towarowymi normandzkiego rolnictwa. Z powodu systematycznie sadzonych jabłoni wzrosła także produkcja cydru w regionie.
Rozwój przemysłowy był drugim wielkim przewrotem gospodarczym w Normandii w XIX wieku. Powstały fabryki, głównie w przemyśle włókienniczym (bawełna). Wokół nich rozwijały się dzielnice mieszkaniowe dla robotników. Rozrastały się głównie przedmieścia takich miast, jak: Rouen, Le Havre, Elbeuf czy Bolbec. Silna industrializacja i urbanizacja była znacznie słabsza w departamentach: Calvados, Manche, Orne i Eure. Na tych obszarach zaobserwowano upadek miast (m.in. Bayeux, Falaise, Coutances czy Vire) oraz załamanie się przemysłu (m.in. produkcji koronek, drobnej metalurgii). W 1843 roku została otwarta linia kolejowa Paryż-Rouen. Była ona jedną z pierwszych we Francji. Pomimo pewnej niechęci (zwłaszcza ze strony zwolenników transportu drogowego i rzecznego) sieć była dynamicznie rozwijana – w 1847 roku powstało połączenie do Hawru, w 1848 do Dieppe oraz w 1855 do Caen.

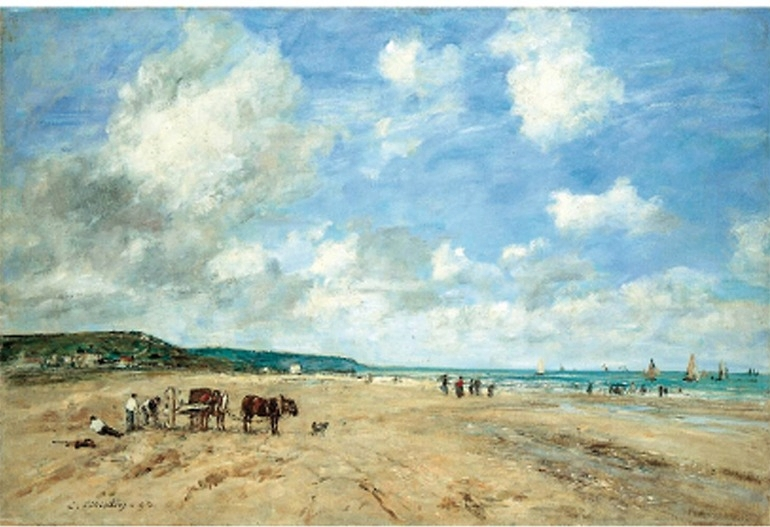
Obraz „La plage de Deauville” z 1864 roku, Eugène Boudin

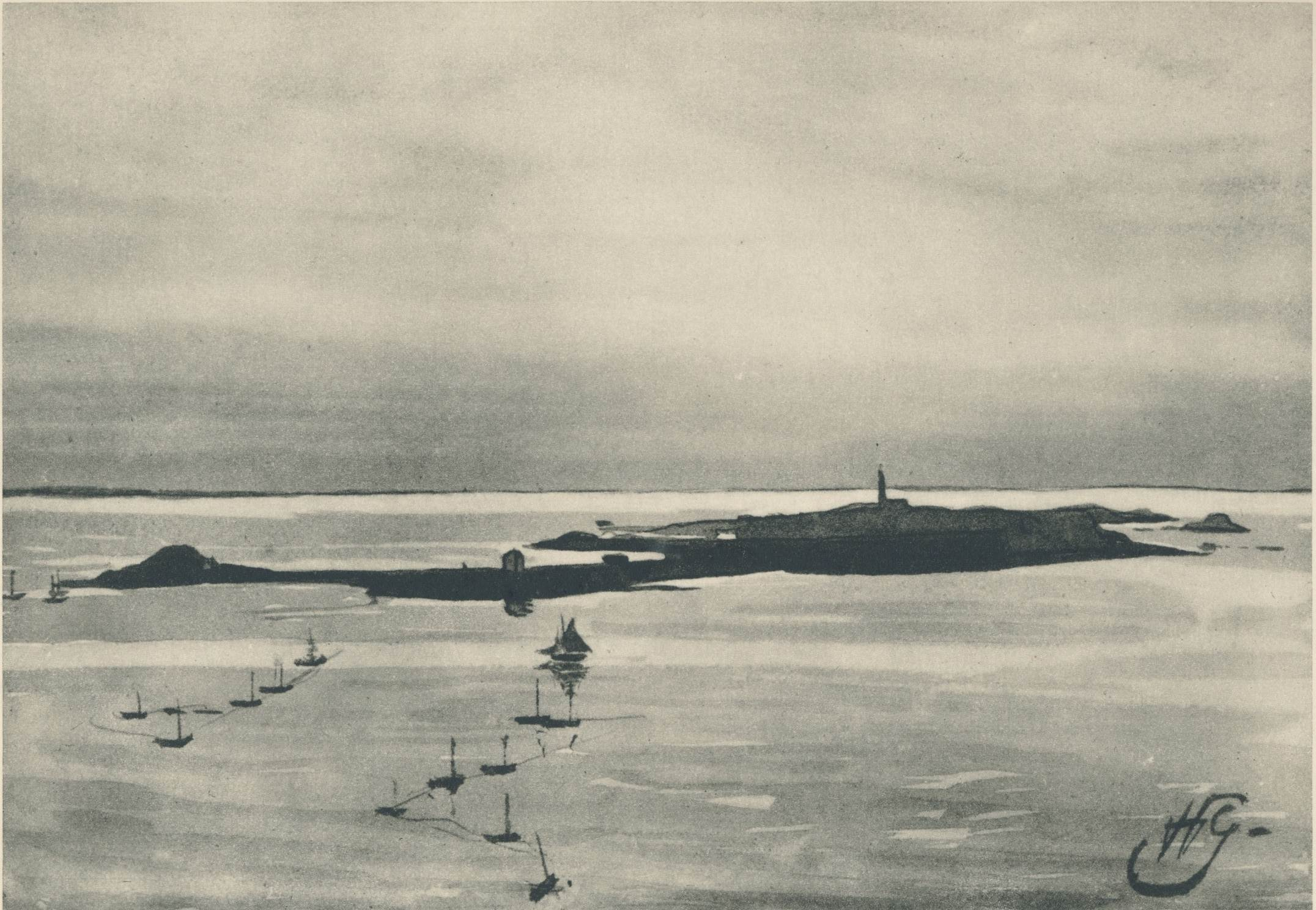
Krajobraz morski z Normandii – akwarela namalowana w 1927 roku przez Henryka Grombeckiego

W pierwszej połowie XIX wieku na normandzkim wybrzeżu pojawili się pierwsi turyści. Zainicjowana przez Anglików turystyka pojawiła się w Normandii wcześniej niż na Lazurowym Wybrzeżu. Arystokraci wprowadzili modę kąpieli morskich w Dieppe. W związku z sukcesem tych praktyk, małe wioski nadmorskie były przekształcane w ośrodki turystyczne. Były to między innymi miejscowości Étretat, Deauville, Trouville. Oprócz wybrzeża turyści zaczęli odwiedzać średniowieczne zabytki, jak ruiny opactwa w Jumièges, wyspę pływową Mont-Saint-Michel czy zamek w Gisors. Przybywali malarze epoki impresjonizmu, a wśród nich Claude Monet, który osiedlił się w departamencie Eure, w Giverny. Oprócz malarstwa Normandia była dobrze reprezentowana przez powieściopisarzy. Lokalni pisarze Gustave Flaubert, Guy de Maupassant czy Jules Barbey d’Aurevilly rozpowszechniali wizerunek wsi – konserwatywny i oznaczony przez ospałość społeczną i mentalną jej mieszkańców.

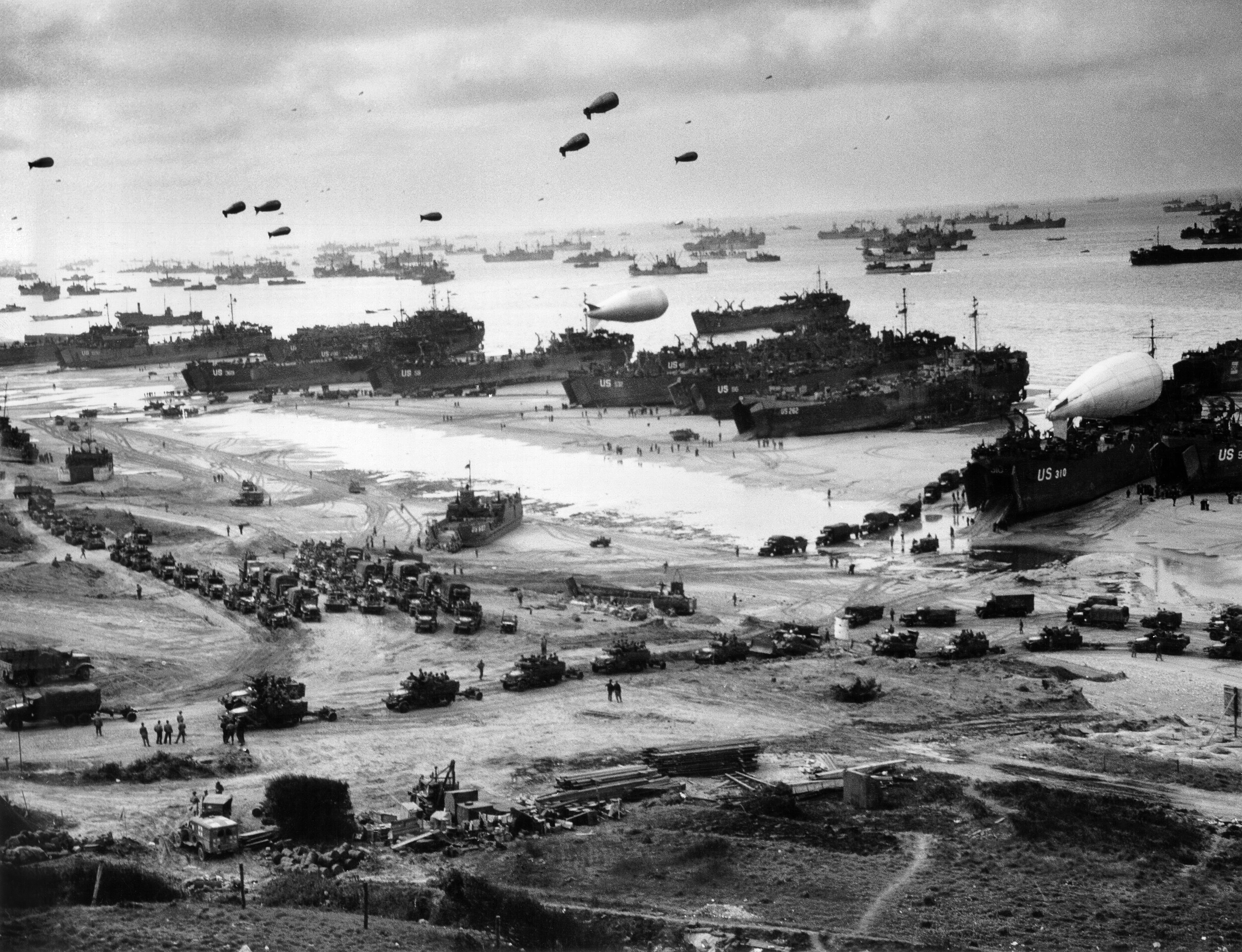
Lądowanie wojsk na plaży Omaha (połowa czerwca 1944)

Podczas I wojny światowej Normandia była z dala od strefy walk, lecz położona bezpośrednio za linią frontu służyła za bazę logistyczną dla ententy. Wojna spowodowała rozwój w sektorach gospodarki, takich jak produkcja stali i tekstyliów oraz zwiększyła ruch portowy. Do Normandii przybyli uciekinierzy z terenów Belgii i północnej Francji. Niektórzy pozostali do końca trwania konfliktu, jednak przyjazdy te nie zrekompensowały ciężkich strat na froncie.
II wojna światowa miała bezpośredni wpływ na region. W maju i czerwcu 1940 roku, po szybkich walkach, Niemcy zaczęły okupację. Mieszkańcy Normandii zostali poddani rekwizycji lub zmuszeni do pracy w Niemczech, czy na przykład przy budowie Wału Atlantyckiego. Alianckie lądowanie 6 czerwca 1944 roku na wybrzeżach przy Calvados i Manche wzbudziło ogromne nadzieje wśród okupowanej ludności. Przez ponad miesiąc alianci nie posuwali się naprzód, przez co rósł strach przed niepowodzeniem całej akcji. Dopiero generałowi Pattonowi na półwyspie Cotentin udało się przełamać opór wroga, przez co otworzyła się droga do wyzwolenia Normandii i później całej Francji. Wokół miasta Falaise wojska niemieckie otoczyły siły alianckie, jednak udało im się odeprzeć atak. W dniu 12 września tegoż roku Niemcy poddali Hawr – ostatni punkt oporu w Normandii, dzięki czemu wojna w regionie dobiegła końca. Wiele miast i wsi było w ruinie z powodu bombardowań. Najbardziej zniszczonymi miastami były Hawr, Caen oraz Saint-Lô.
Po 1944 roku, w związku ze skalą zniszczeń, odbudowa w Normandii trwała dłużej niż w innych częściach Francji. Stało się to jednak okazją do wypróbowania nowych rozwiązań urbanistycznych, modernizacji rolnictwa (konsolidacja gruntów, dystrybucja ciągników) oraz rewitalizacji terenów przemysłowych i portowych. W latach 1954–1970 niektóre centra produkcyjne z Paryża i jego przedmieść zostały przeniesione do normandzkich miejscowości, co spowodowało większą industrializację i urbanizację tego obszaru. W 1956 roku we Francji utworzono regiony, przez co Normandia została podzielona na dwie części – Dolną i Górną Normandię. Podział ten spowodowany był różnicami ekonomicznymi i demograficznymi dwóch części. Dolna Normandia charakteryzowała się obszarami wiejskimi, podobnie jak zachodnia część Francji, Górna Normandia z kolei była bardziej miejska i przemysłowa, zwłaszcza na obszarach nad Sekwaną.
Od 1973 roku pogłębiający się kryzys gospodarczy przekreślił optymistyczne scenariusze, które eksperci przewidywali dla Normandii. Podobnie jak w Lotaryngii i Nord-Pas-de-Calais postępująca dezindustrializacja spowodowała bezrobocie dziesiątek tysięcy pracowników. Niektóre duże zakłady w Normandii zostały zamknięte. Spowodowało to, że młodzi ludzie zaczęli masowo opuszczać ten region. W celu pobudzenia regionu szukano rozwiązania w połączeniu dwóch regionów Normandii, by utworzyć jeden wystarczająco silny region w Europie. Pomysł ten był jednak długo ignorowany. Połączenie regionów udało się przeprowadzić dopiero na mocy ustawy z dnia 27 stycznia 2014 roku, która weszła w życie 1 stycznia 2016 roku. Stolicą nowo powstałego regionu jest Rouen.

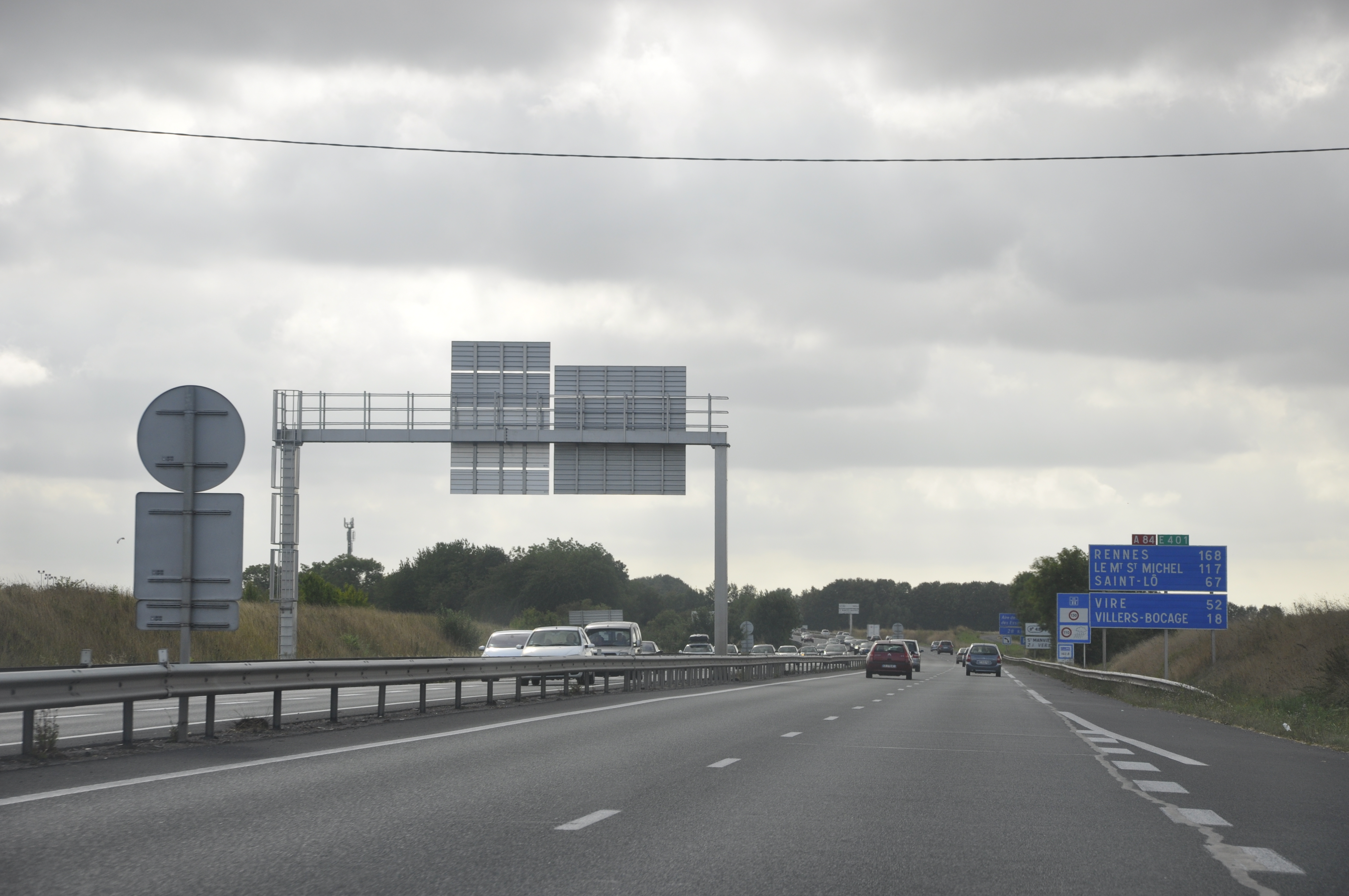
Autostrada A84 w pobliżu Caen

## Transport
Autostrady łączą ze sobą miasta Rouen, Hawr i Caen w Normandii, a także poza nią Paryż, Calais, Amiens, Rennes i Le Mans. Są to:
- A13: Caen – Douains
- A28: Blangy-sur-Bresle – Alençon
- A29(inne języki): Beuzeville – Aumale
- A84(inne języki): Caen – Rennes
- A88(inne języki): Caen – Sées
- A131(inne języki): Bourneville – Harfleur
- A132(inne języki): Pont-l’Évêque – Canapville
- A139(inne języki): Oissel – Saint-Étienne-du-Rouvray
- A150(inne języki): Rouen – Barentin
- A151(inne języki): Saint-Jean-du-Cardonnay – Varneville-Bretteville
- A154(inne języki): Val-de-Reuil – Acquigny